# 七卿落ち

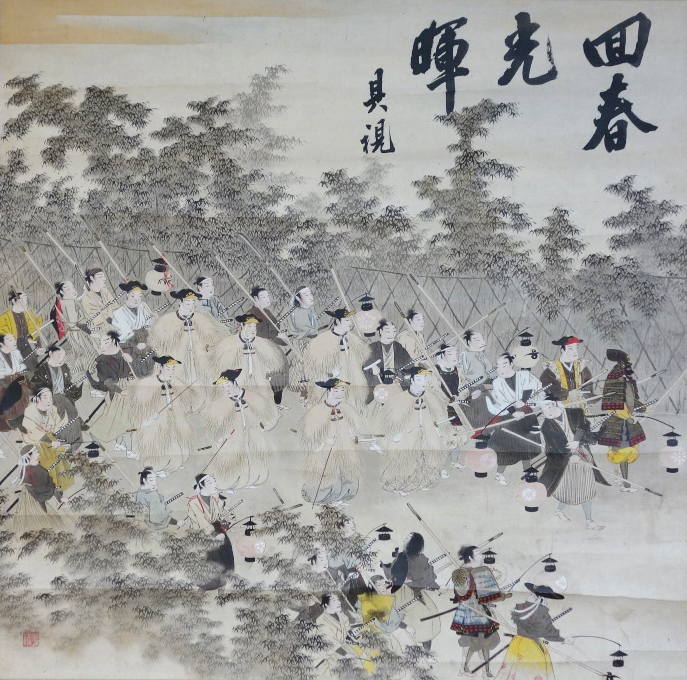
川辺御楯筆「七卿落」（岩倉具視賛） 京都市歴史資料館蔵

七卿落ち（しちきょうおち）は、1863年（文久3年）の八月十八日の政変において、7人の公家が京都から追放された事件。

## 概要
1863年（文久3年）、薩摩藩・会津藩などの公武合体派が画策した八月十八日の政変で失脚した尊王攘夷派の7人の公家が京都を追放され、長州藩へと落ち延びた。この7名は長州藩兵に付き添われて洛東にある妙法院に集結した後、兵庫津を経て、海路で長州藩の三田尻港（現・山口県防府市）を目指した。途上悪天候のため、3隻のうち2隻が徳山藩の徳山港（現・山口県周南市）に上陸し、ここから陸路、三田尻に向かった。
失脚した七卿は以下の通り。
1. 三条実美〈実〉（27歳：従三位権中納言）
2. 三条西季知〈知〉（53歳：正二位行権中納言）
3. 四条隆謌〈謌〉（36歳：従四位上行侍従）
4. 東久世通禧〈通〉（31歳：正四位下行左近衛権少将）
5. 壬生基修〈修〉（29歳：従四位上行修理権大夫）
6. 錦小路頼徳〈頼〉（27歳：従四位上行右馬頭）
7. 澤宣嘉〈宣〉（28歳：正五位下行主水正）

なお、7名のうち、公卿の列にあるのは、三条実美と三条西季知の両名だけであることから、二卿五朝臣といった言い方もある。同月24日には、彼らの官位が剥奪され、さらに、同年9月9日、彼らの諱はそれぞれ、上記〈〉内に改めさせられる。
その後、錦小路頼徳は1864年（元治元年）に病没、澤宣嘉は生野の変で挙兵したのちに脱出して四国伊予小松藩周辺に匿われた後、長州に脱出、残る五卿は第一次長州征伐の後に筑前国太宰府（現・福岡県太宰府市）に移された。1867年（慶応3年）12月、王政復古の大号令の前夜、朝議にて赦免され、官位や諱が復されると、澤宣嘉は外務卿、三条実美は太政大臣や内大臣、三条西季知は参与や神宮祭主、東久世道禧は枢密院副議長や貴族院副議長となるなど、それぞれ明治政府の要職に就いた。

## 史跡・記念碑など

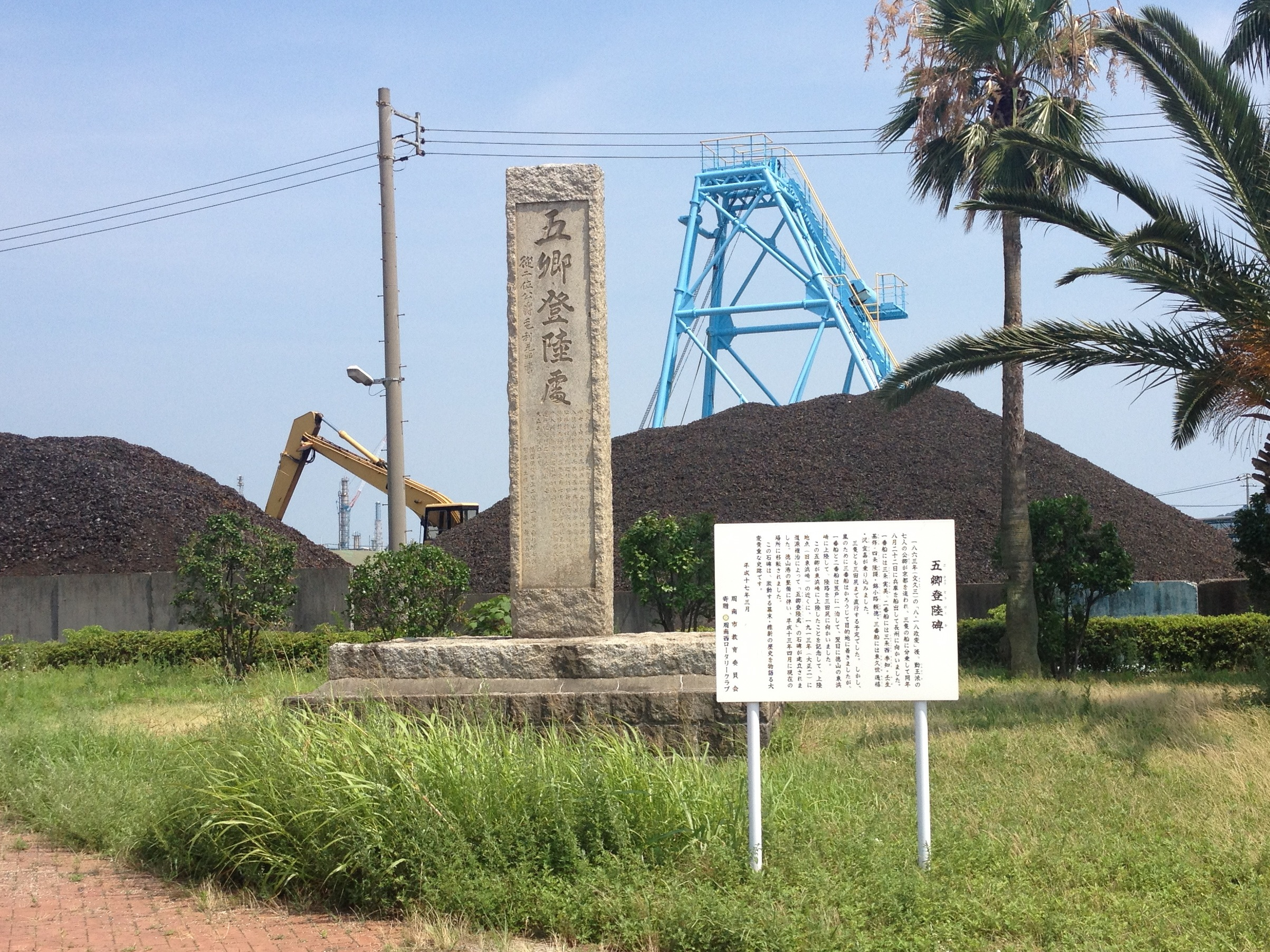
徳山港にある五卿登陸碑（山口県周南市）

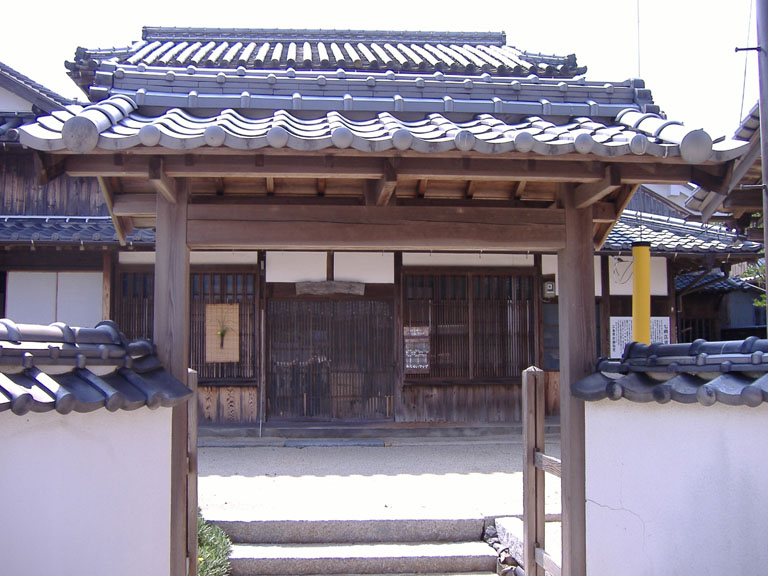
御手洗七卿落遺跡（広島県呉市）

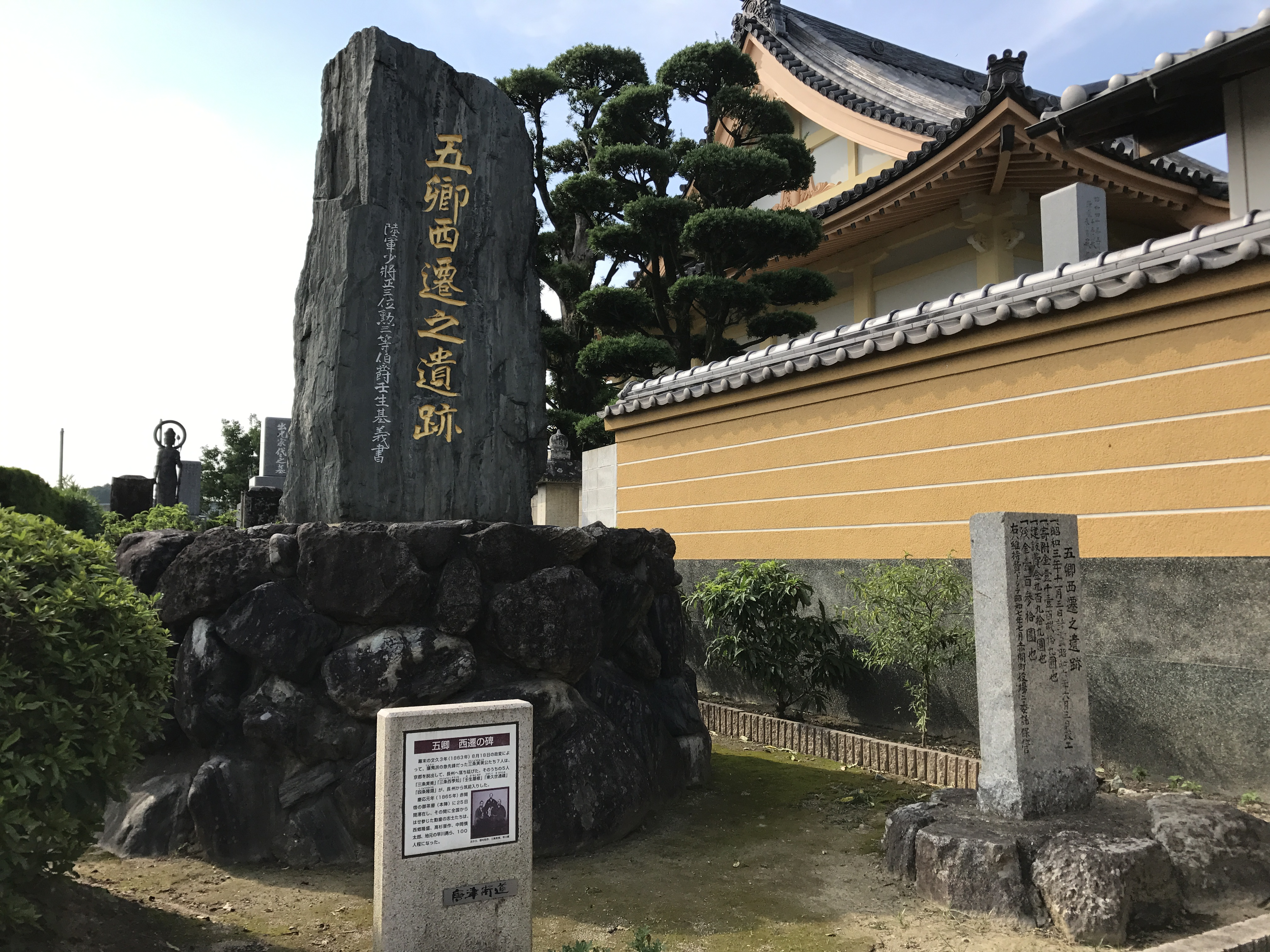
赤間宿にある五卿西遷の碑（福岡県宗像市）

- 七卿西竄紀念碑（京都市東山区東山七条）

妙法院境内の西南隅に建つ高さ2.5ｍの巨碑。西竄50周年を記念して建てられた。
- 五卿登陸碑（山口県周南市）[3]

五卿の東浜崎上陸を記念し1913年（大正2年）に建てられた。本来は上陸地に近い東浜崎に建てられていたが、2001年（平成13年）周南市晴海埠頭の親水公園に移築された。
- 三田尻御茶屋（山口県防府市）

長州へ落ち延びた七卿らの当初の滞在先。政変後の8月27日戌の刻頃に到着した。以前より正親町羽林家の旅宿だった。萩往還の関連遺跡として国指定（平成元年）の史跡。
- 鞆七卿落遺跡（広島県福山市鞆町）

県指定の史跡（昭和15年2月23日）。七卿都落ちの翌年、失地回復のため再び上京の途にあった五卿は、禁門の変における長州軍勢の敗北を知り、多度津港から引き返す途中、当所（保命酒屋・中村家）で軍議を開いた（元治元年〈1864年〉7月22日）。この遺跡の建造物（太田家住宅）は国指定（平成3年）の重要文化財。
- 御手洗七卿落遺跡（広島県呉市豊町）

県指定の史跡（昭和15年2月23日）。大崎下島・御手洗地区の竹原屋（屋号）。禁門の変後、多度津港から引き返した五卿が一泊（元治元年〈1864年〉7月23日）した屋敷跡。
- 七卿落ち遺跡（山口県山口市湯田温泉 松田屋旅館）[3]。

- 七卿遺蹟之碑（山口市湯田温泉二丁目5番 井上公園）

七卿落ち60年を記念して1926年（大正15年）に建立された山口市の有形文化財（建造物）。
- 七卿史跡碑（山口県下関市）[3]

五卿が桜山招魂場を参拝した記念碑。昭和56年（1981年）5月に建立された。桜山神社の参道脇にある。
- 五卿上陸地碑（福岡県北九州市八幡西区）[3]

太宰府に配流される五卿が黒崎湊に上陸した記念碑。
- 五卿西遷碑（福岡県宗像市）[3]

太宰府に配流される五卿の赤間宿滞在を記念した碑。
- 七卿西竄碑（福岡県太宰府市）

太宰府天満宮の延寿王院門前。延寿王院は太宰府に移された五卿の滞在地。現在は太宰府天満宮の社家・西高辻家の邸宅。
- 生雲八幡宮沢宣嘉願文（山口市阿東生雲）

山口市指定有形文化財（美術工芸品）。生野の変で敗れ、幽居していた澤宣嘉が生雲八幡宮（山口市阿東生雲中342番地）参籠の際に捧げた願文。